# Ifremeria
Ifremeria là một chi ốc biển, là động vật thân mềm chân bụng sống ở biển trong họ Provannidae.

## Các loài
Các loài trong chi Ifremeria gồm có:
- Ifremeria nautilei Bouchet & Warén, 1991[2]